# 앰배서더 다리

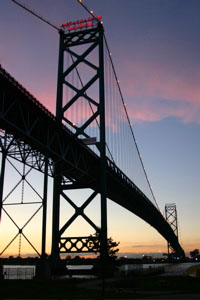
앰배서더 다리

앰배서더 다리(영어: Ambassador Bridge)는 미국 미시간주 디트로이트와 캐나다 온타리오주 윈저를 연결하는 국제 다리이다.

## 같이 보기
- 블루워터브리지